# Moișa, Mureș
Moișa este un sat în comuna Glodeni din județul Mureș, Transilvania, România.

## Monumente istorice
Biserica de lemn.